# Johnston Channel
Johnston Channel är en deltaarm av St. Clair River i Kanada.   Den ligger i provinsen Ontario, i den sydöstra delen av landet, 600 km sydväst om huvudstaden Ottawa.